# Červená Píska
Červená Píska jsou vesnice, část obce Tuhaň v okrese Mělník ve Středočeském kraji.

## Poloha a geografie

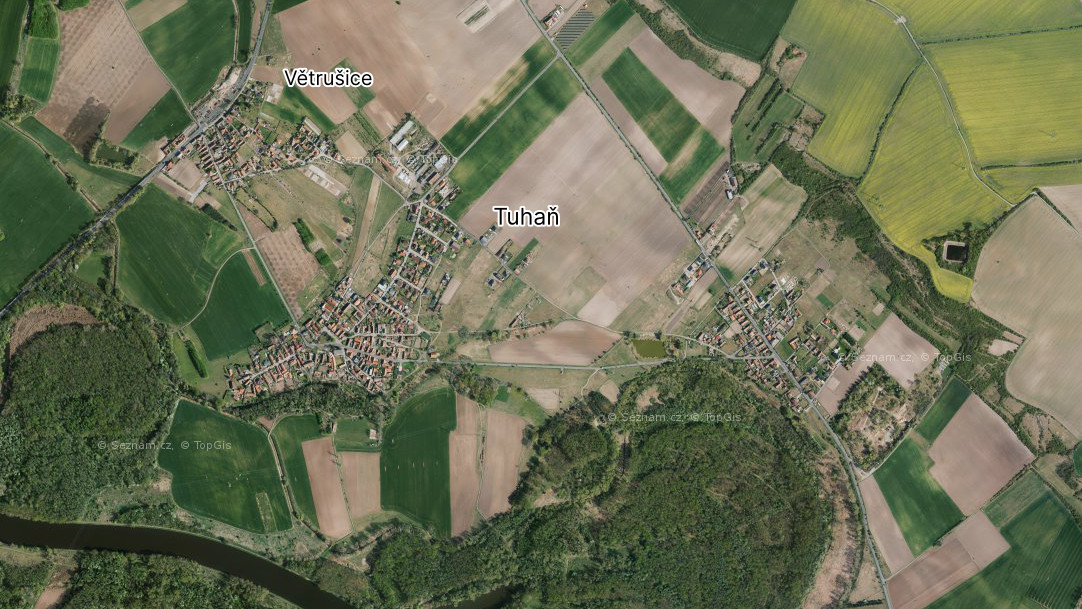
Mapa obce Tuhaň, vpravo Červená Píska a vrch Záboří se zavlažovací nádrží

Vesnice leží v katastrálním území Tuhaň, vzdušnou čarou asi 1,4 km severovýchodně od pravého břehu Labe a jeden kilometr východně od Tuhaně. Z blízkých větších sídel jsou si 4 km na jihovýchod Všetaty a stejně tak daleko jihojihozápadně Neratovice. Mělník je 10 km severoseverozápadně.
Mezi Labem a Červenými Písky je tzv. Městský les, hranici mezi ním a vesnicí určuje Tuhaňská svodnice. Les je listnatý a je součástí přírodní rezervace Úpor-Černínovsko.
Na severovýchod od vesnice se zvedá Turbovický hřbet táhnoucí se nad ní ve směru severozápad-jihovýchod od Mělníka k Přívorám a na něm je, asi 500 metrů od středu vesnice, vrch Záboří, z kterého je rozhled do krajiny. Přímo u něj je zemědělská zavlažovací nádrž. Vrch převyšuje střed vesnice asi o 60 metrů.

## Historie

### Název
V roce 1890 se vesnice nazývala Červené Písky nebo Tuhaňské Písky. Název má vesnice podle písčité půdy červené barvy, na které leží. Současný název Červená Píska je taktéž pomnožný, samotné pomnožné slovo píska bylo dříve běžným synonymem k písky a znamenalo písčinu, písčité místo, písčitou půdu.

### Přeměna na zemědělskou krajinu

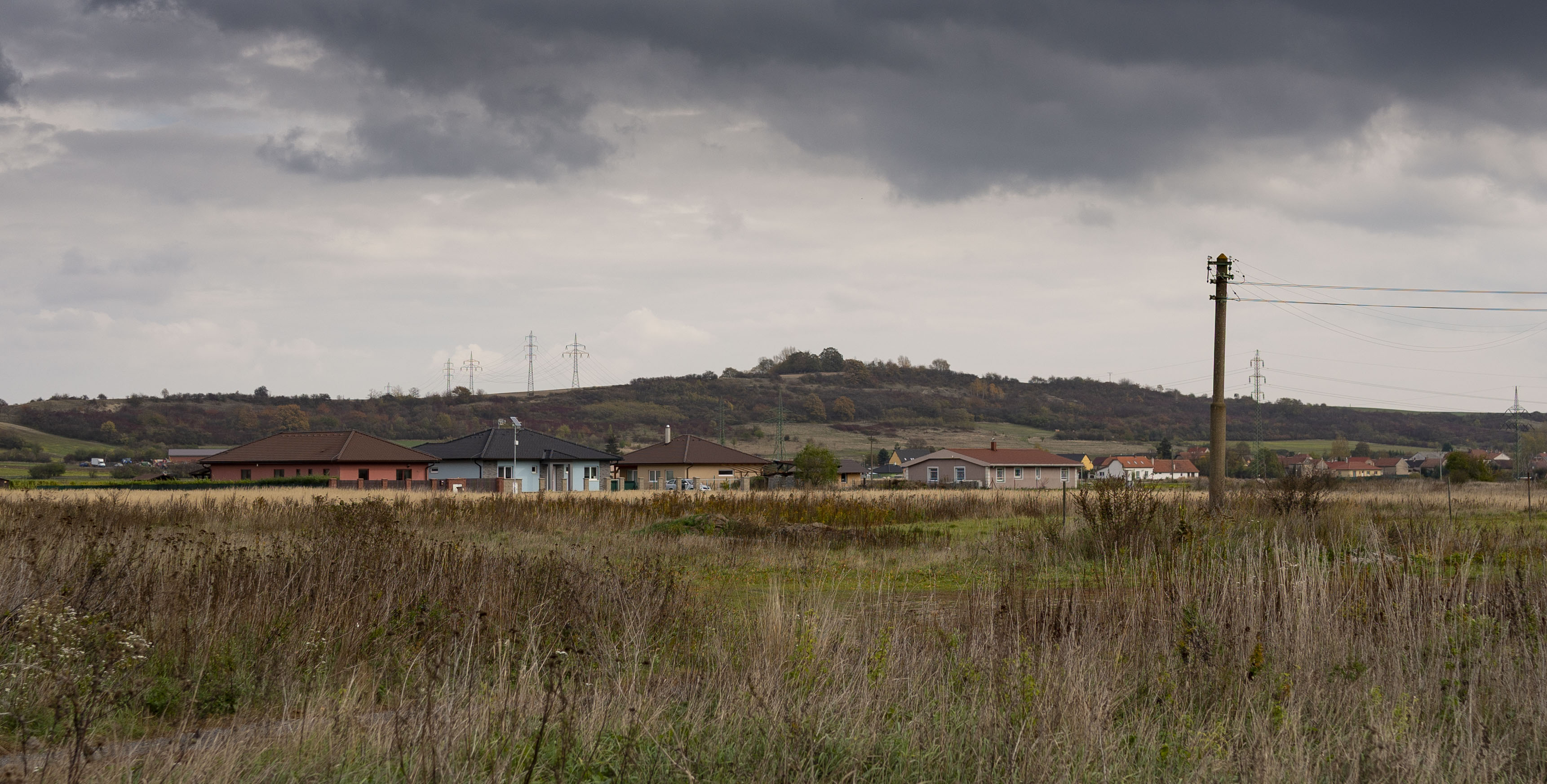
Vrch Záboří, Středolabská tabule

Zatímco dále u Labe rostly lesy listnaté, v okolí Červených Písek rostly lesy borové. Ty byly ale postupně káceny a na jejich místech vznikaly zahrady. Po roce 1848 byly kácení a přeměna na zemědělskou půdu ještě usnadněny, když byl umožněn volný nákup a prodej pozemků. Písčitá půda ale snadno vysychala a tak nebyla příliš úrodná. Na úrodnějších polích spíše směrem k Tuhani začaly zahrady v polovině 19. století zase zanikat a místo nich se prosazovalo pěstování cukrovky nebo zeleniny jako mrkev, cibule a okurky, což vynášelo více peněz.
Nad obcí pod vrchem Záboří je dlouhá jihozápadní stráň. Na celé této stráni měli místní drobní hospodáři malé vinice, ty měly příhodné podmínky, protože stráň byla tvořena opukou. Vinice se tam pravděpodobně držely od dob Karla IV. Koncem 19. století vozili pěstitelé hrozny do Prahy, do Jičína, nebo do jiných vzdálených měst.
Víno se zde pěstovalo ještě v roce 1892. Do počátku 20. století však vinice úplně vymizely, když se rozšířily nemoci vína a jejich majitelé, drobní hospodáři, neměli na drahé postřiky. Na místech vinic se začaly pěstovat ovocné stromy, především švestky a slivoně, a jejich pěstování se rozšířilo ze stráně i do písečné roviny okolo vesnice do méně úrodných částí, kde se nedařilo výnosnější cukrovce nebo zelenině. Rok 1929 ale přinesl tak velké mrazy, že většina ovocných stromů pomrzla. Po druhé světové válce tak nezbyly v obci více než 4 zahrady s ovocnými stromy. A se stromy vyhynuly i včely, kterých bylo předtím ve vesnici velké množství.

### Dění v obci
V roce 1870 byla založena v Červených Pískách hospoda Novákova, předtím se muselo chodit do Tuhaně. Stejně tak obchodníci byli ve větší Tuhani a taktéž i vedení obce. Děti chodily do školy do 2,5 km vzdáleného Záboří, kde měly nejprve jednotřídku, později dvojtřídku a až do roku 1898 trojtřídku, což bylo veškeré jejich vzdělávání. Na lepší vzdělání měly jen zámožné rodiny, kterých nebylo v celé tuhaňské obci zahrnující i Červené Písky a Tuhaňské Větrušice mnoho.

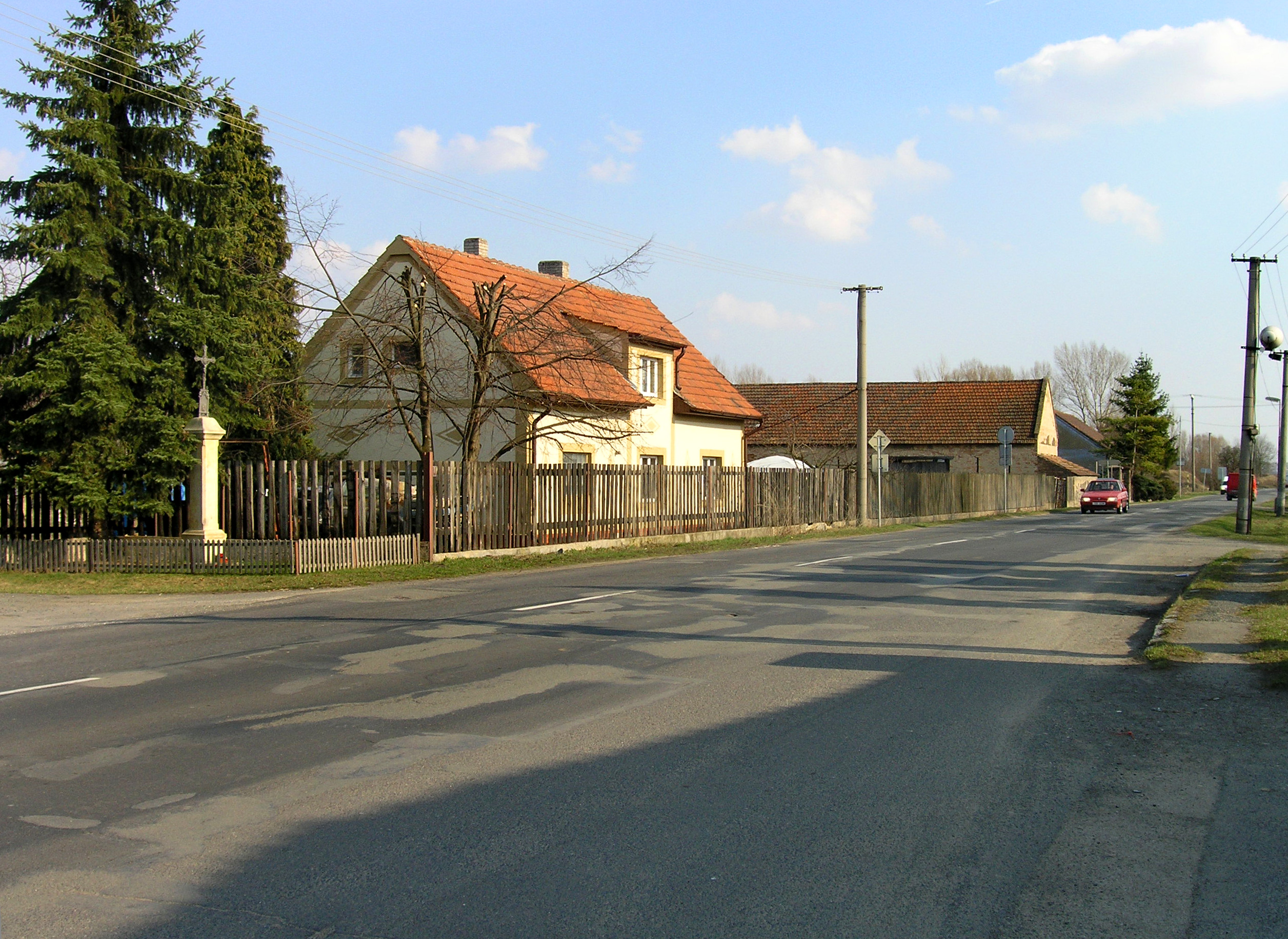
Pohled do hlavní ulice, silnice II/331

Co se týče kultury, jediným rozptýlením pro venkovské obyvatelstvo Tuhaně i Červených písek byl od roku 1885 spolek místních hasičů, od roku 1896 ochotnický spolek a od roku 1901 Sokol. Divadlo se hrálo v Tuhani, nejprve ho hráli právě ochotníci, potom hasiči, od roku 1910 strana sociální demokracie a od roku 1930 kulturní spolek.
V roce 1890 patřila vesnice do hejtmanství a okresu Mělník a k faře Záboří. Měla 10 domů, č. 29, 31, 57, 61, 64, 72, 83, 85, 94 a toho času neobydlený 76.
V roce 1976 byly Tuhaň, Červená Píska a Tuhaňské Větrušice připojeny ke střediskové obci Kly, což ale jejich občané neoceňovali a v roce 1990 vyslovili v referendu přání se osamostatnit, čímž se původní obec Tuhaň opět vyčlenila, společně s Červenými Písky.

## Současnost

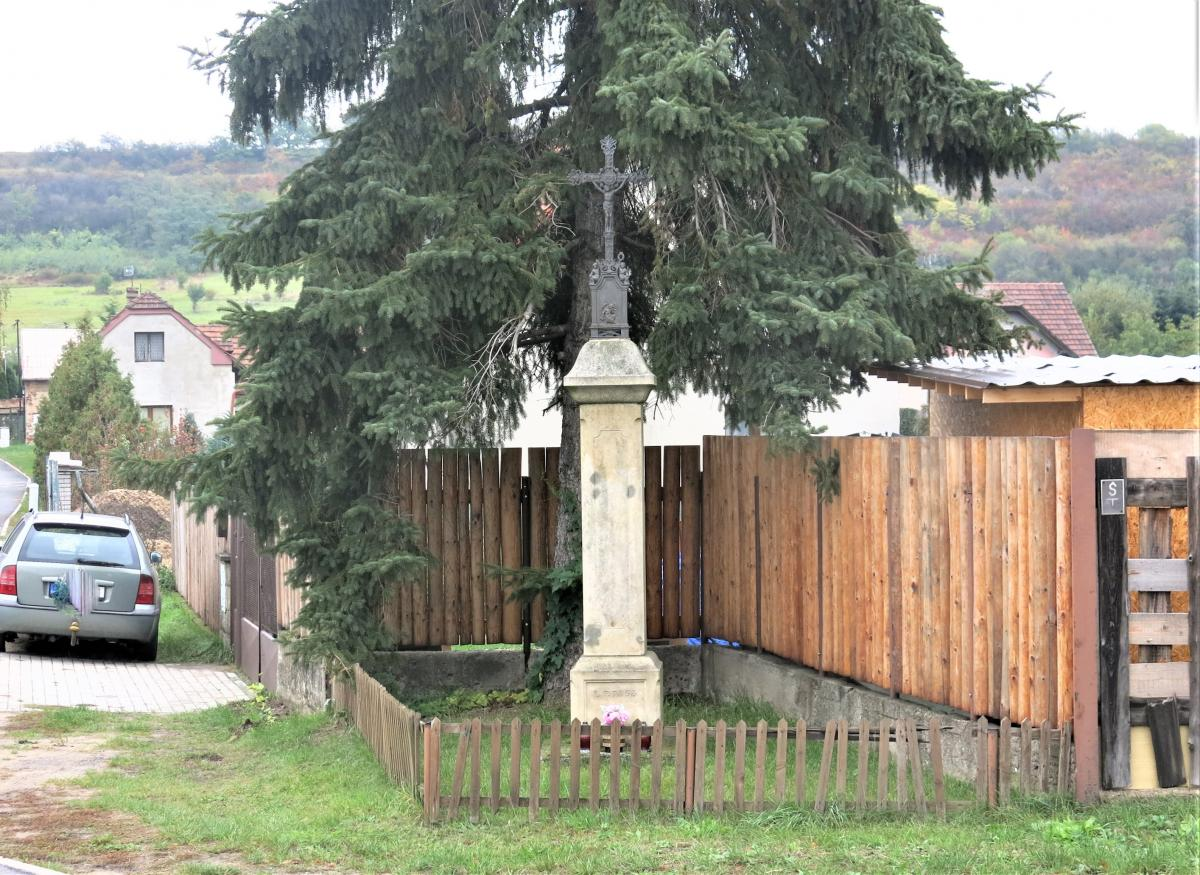
Křížek u křižovatky

### Doprava
Vsí prochází silnice II/331 z Krauzovny do Poděbrad, která se zde kříží s 2,2 km dlouhou silnicí III/24415 spojující Červená Píska s Tuhaní a dále s Kelskými Větrušicemi, kde je křížení se silnicí I/9.
Ve vesnici je autobusová zastávka, nejbližší vlaková zastávka je Tišice (3,6 km po silnici) nádraží Všetaty (6 km) a Malý Újezd (6,2 km).

### Památky
Naproti hostinci je křížek, který prošel v roce 1995 nákladem obce Tuhaň za pomoci dotace generální opravou. Stavební část musela být vystavěna nově, ze starého křížku byla použita pouze kovová část.
Naproti křížku je malý pomníček Ivanovi Uvologovi, ruskému zajatci, který za druhé světové války během jednoho z více transportů smrti, které proudily přes vesnici, vyběhl z řady pro kus chleba a byl Němci zastřelen. Zajatci se u místních snažili utišit mučivý hlad a mnoho jich bylo během pochodů i ubito.

### Vybavenost

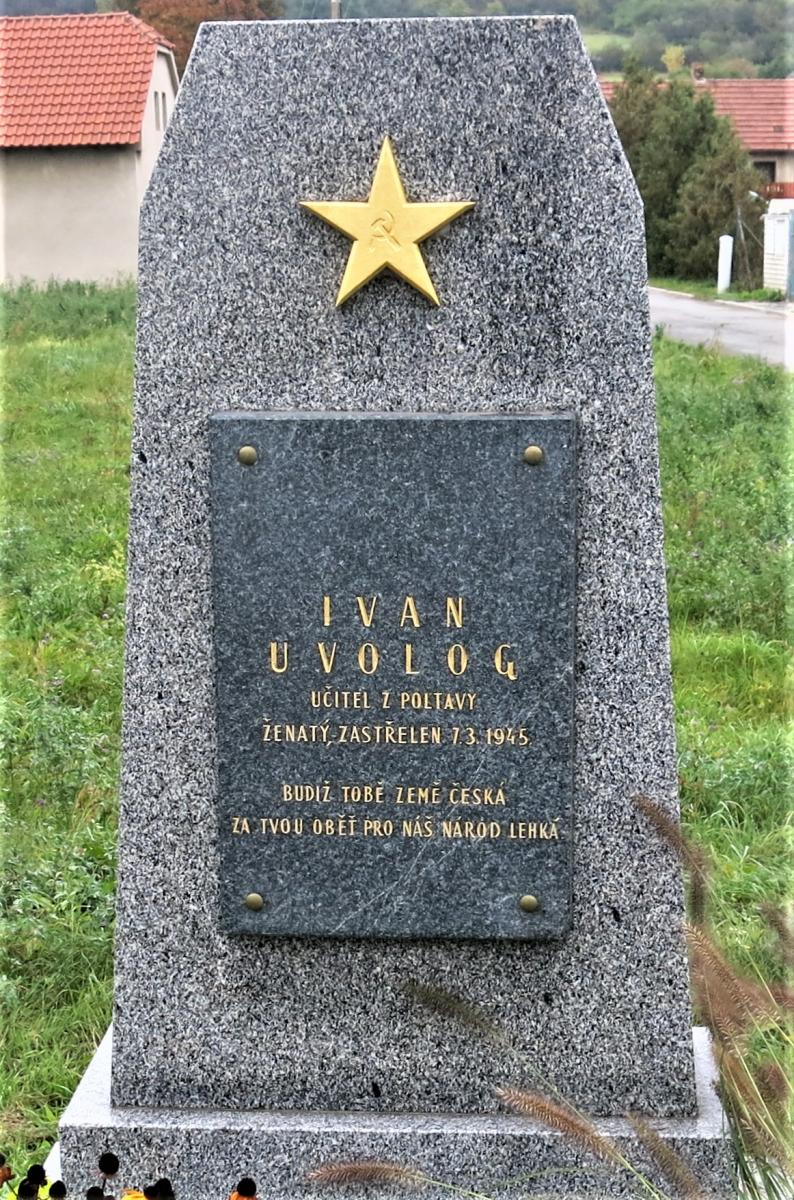
Pomníček Ivanovi Uvologovi

Ve vsi je přímo u silnice II/331 v č. p. 72 zájezdní hostinec, který ale v posledních letech (2023) skomírá a povětšinou je uzavřen.
Na okraji vesnice směrem na Tuhaň je požární nádrž Kačák. Původně šlo za minulého režimu o pískovnu, kde si občané mohli za mírný poplatek natěžit písek. Později zde těžilo i OSP Mělník a po vytěžení bylo stanoveno, že vzniklá nádrž bude sloužit právě jako požární. Nádrž byla využívána i ke koupání.